# Tom Schnell
Tom Schnell (Lussemburgo, 8 ottobre 1985) è un ex calciatore lussemburghese, di ruolo difensore.

## Carriera

### Club
Ha sempre giocato nel campionato lussemburghese ad eccezione della stagione 2004-2005, dove si è trasferito in Germania. Con il Fola Esch nel 2013 ha vinto il campionato nazionale. Il 10 giugno 2014 l'F91 Dudelange comunica di aver ingaggiato il giocatore che militava nel Fola Esch. Nella nuova squadra firma un contratto biennale con opzione per un terzo.

### Nazionale
Ha esordito con la nazionale lussemburghese nel 2004.

## Palmarès

### Club

#### Competizioni nazionali
- Campionato lussemburghese: 3

Fola Esch: 2012-2013
F91 Dudelange: 2017-2018, 2018-2019
- Coppa del Lussemburgo: 1

F91 Dudelange: 2018-2019